# My Generation G-G-Gap
My Generation G-G-Gap est un cartoon, réalisé par Dan Povenmire et sorti en 2004, qui met en scène Porky Pig.